# Ammeln

Ammeln östlich von Ahaus im 19. Jahrhundert

Ammeln  ist eine alte westfälische Bauerschaft und ein Stadtteil von Ahaus im Kreis Borken in Nordrhein-Westfalen. Bis 1968 bildete Ammeln eine Gemeinde im ehemaligen Kreis Ahaus.

## Geografie
Ammeln liegt östlich des Stadtkerns von Ahaus. Die ehemalige Gemeinde Ammeln besaß zuletzt eine Fläche von 9,8 km². Auf altem Ammelner Gebiet liegen die heutigen Ahauser Stadtteile und Wohnplätze Ammeln-Kapelle, Brink, Brook, Fleer und Kolonie Oldenburg.

## Geschichte
Die Bauerschaft Ammeln gehörte nach der Napoleonischen Zeit zunächst zur Bürgermeisterei Wüllen im 1816 gegründeten Kreis Ahaus. Mit der Einführung der Westfälischen Landgemeindeordnung wurde 1844 aus der Bürgermeisterei Wüllen das Amt Wüllen, zu dem die beiden Gemeinden Ammeln und Wüllen gehörten.
Am 1. Juli 1969 wurde Ammeln durch das Gesetz zur Neugliederung von Gemeinden des Landkreises Ahaus zusammen mit Wüllen in die Stadt Ahaus eingemeindet.

## Einwohnerentwicklung
| Jahr | Einwohner | Quelle |
| ---- | --------- | ------ |
| 1858 | 379       | [ 3 ]  |
| 1885 | 441       | [ 4 ]  |
| 1910 | 898       | [ 5 ]  |
| 1925 | 878       | [ 6 ]  |
| 1939 | 877       | [ 6 ]  |
| 1969 | 992       | [ 1 ]  |

## Gegenwart
In Ammeln liegt das Zwischenlager Ahaus. Ein Träger des lokalen Brauchtums ist der Schützenverein Ammeln.